# Stefano Romani
Stefano Romani (Pisa, 1778 – 1850) è stato un compositore italiano.

## Biografia
Studiò con Giacomo Tritto, Nicola Sala a Napoli.

## Opere
Ha composto prevalentemente musica per teatro:
- 1800 - Il fanatico per la musica
- 1810 - I tre gobbi
- 1815 - L'isola incantata